# Le Soleil de minuit (roman)
Pour les articles homonymes, voir Le Soleil de minuit.
Le Soleil de minuit est un roman de Pierre Benoit publié chez Albin Michel en 1930.
L'ouvrage est dédié à Léopold Marchand.

## Résumé
En 1926,  alors que la Mandchourie est sous protectorat japonais et gouvernée par le maréchal Tchang Tso-Lin, Charles Forestier, ingénieur polytechnicien plutôt falot, arrive à Moukden où il doit prendre le poste de directeur technique de l'arsenal. Le directeur des services administratifs, Raymond Schmidt, l'entraîne dans le music-hall de la ville, le Soleil de minuit. La rencontre avec Milena, une nouvelle chanteuse de l'établissement, déclenche chez Forestier, sobre et réservé jusque-là, une étrange agitation : il s'enivre et fait de l'esclandre puis se querelle avec un vieil homme dans une maison de jeu.
Le lendemain de l'incident, Forestier raconte à Schmidt son histoire : en 1915, il avait été amené à diriger une usine d'armement dans l'Oural. Puis il s'était retrouvé seul au moment de la révolution bolchévique. Il avait alors recueilli deux aristocrates russes, le général Irénéïef et sa fille Armide, aux charmes de laquelle il avait succombé. Ses deux protégés avaient alors vécu à ses dépens, ruinant son honneur et sa santé, le poussant notamment à commettre des malversations pour effacer les dettes de jeu du général. À l'arrivée des troupes bolchéviques, alors que Forestier n'avait dû son salut qu'à un délégué de la Commission extraordinaire ayant vécu son enfance dans le Quartier latin, Armide qui avait séduit un commissaire du peuple n'avait pas été inquiétée.
Charles Forestier a reconnu Armide en Milena, et l'homme avec lequel il s'est querellé n'est autre que le général Irénéïef. Alors que Schmidt tente d'éloigner Armide en organisant son départ vers Kharbine, Forestier le devance et s'enfuit avec elle et le général pour replonger dans les relations infernales qu'il avait connues en Russie.

## Source d'inspiration
Le Soleil de minuit est une version romancée d'une passion amoureuse vécue en Extrême-Orient par Pierre Benoit avec une aventurière libanaise ; l'affaire avait alors mis en émoi les amis et la famille de l'écrivain. Paul Claudel, alors ambassadeur de France à Tokyo, avait notamment refusé de recevoir le couple.

## Adaptation cinématographique
- 1943 : Le Soleil de minuit, film français réalisé par Bernard Roland